# Diaphorina gymnosporiae
Diaphorina gymnosporiae är en insektsart som beskrevs av Mathur 1975. Diaphorina gymnosporiae ingår i släktet Diaphorina och familjen rundbladloppor. Inga underarter finns listade i Catalogue of Life.